# Бёслер, Петра
Петра Бёслер (нем. Petra Boesler; род. 19 сентября 1955, Берлин), в замужестве Вах (нем. Wach) — немецкая гребчиха, выступавшая за сборную ГДР по академической гребле во второй половине 1970-х годов. Чемпионка мира, обладательница серебряной медали летних Олимпийских игр в Монреале, победительница многих регат национального и международного значения.

## Биография
Петра Бёслер родилась 19 сентября 1955 года в Берлине. Росла в спортивной семье, её тётя Ренате Бёслер и дядя Вольфганг Гункель были титулованными гребцами. Проходила подготовку в столичном спортивном клубе «Берлин-Грюнау».
Первого серьёзного успеха на взрослом международном уровне добилась в сезоне 1975 года, когда вошла в основной состав восточногерманской национальной сборной и побывала на чемпионате мира в Ноттингеме, откуда привезла награду серебряного достоинства, выигранную в зачёте парных двоек вместе с напарницей Сабине Ян — в финале их опередили советские гребчихи Елена Антонова и Галина Ермолаева.
Благодаря череде удачных выступлений удостоилась права защищать честь страны на летних Олимпийских играх 1976 года в Монреале — здесь совместно с Ян так же стала серебряной призёркой в программе парных двоек, уступив на сей раз болгаркам Светле Оцетовой и Здравке Йордановой. По итогам сезона награждена орденом «За заслуги перед Отечеством» в бронзе.
После монреальской Олимпиады Бёслер ещё в течение некоторого времени оставалась в составе гребной команды ГДР и продолжала принимать участие в крупнейших мировых регатах. Так, в 1977 году она одержала победу в парных рулевых четвёрках на мировом первенстве в Амстердаме.
За выдающиеся спортивные достижения в феврале 1978 года удостоена почётного звания «Заслуженный мастер спорта».
Завершив спортивную карьеру в 1980 году, вышла замуж за немецкого волейболиста Хартмута Ваха и уехала из Берлина на постоянное жительство в Шверин. Работала физиотерапевтом, преподавала академическую греблю в местном шверинском гребном клубе.
Её младшая сестра Мартина Бёслер тоже стала достаточно известной гребчихой, олимпийская чемпионка 1980 года в восьмёрках.